# Ich bin ein Star – Holt mich hier raus!/Staffel 11
Die elfte Staffel der deutschen Reality-Show Ich bin ein Star – Holt mich hier raus! wurde vom 13. bis 29. Januar 2017 auf dem Privatsender RTL ausgestrahlt.
Die Moderatoren waren, wie in den letzten vier Jahren, Sonja Zietlow und Daniel Hartwich. Auch der Paramedic Bob McCarron alias „Dr. Bob“ war wieder mit dabei.
Dschungelkönig wurde Marc Terenzi, der die letzte Telefonabstimmung gegen Hanka Rackwitz mit 74,30 % der Anrufe gewann.

## Veränderungen gegenüber vorherigen Staffeln
Im Vergleich zur letztjährigen Jubiläumsstaffel gab es nur kleine Änderungen.
Wie im Vorjahr gab es zunächst zwei Camps, wobei die Teamzusammensetzung vom Base Camp und Snake Rock nicht wie in der zehnten Staffel von der Produktionsleitung bestimmt, sondern durch die jeweiligen Teamleiter gewählt wurde. Außerdem wurde das gesamte Design inklusive Logo modernisiert.

## Teilnehmer
Wie im Vorjahr traten zwölf Kandidaten gegeneinander an. Die Teilnehmer zogen am 13. Januar 2017 australischer Zeit ins Camp. Ursprünglich hätte Nastassja Kinski ins Dschungelcamp einziehen sollen. Sie zog ihre Teilnahme jedoch vor Beginn der Staffel zurück und wurde durch Kader Loth ersetzt. Laut Medienberichten droht Kinski wegen Vertragsbruchs ein Schadensersatzzahlung in Höhe von bis zu 50.000 Euro. Anders als bei allen bisherigen Staffeln des Formats verließ keiner der Teilnehmer das Camp, ohne von den Zuschauern herausgewählt worden zu sein.
| Platz | Teilnehmer                 | Bekannt als                                                                            | Auszug am  |
| ----- | -------------------------- | -------------------------------------------------------------------------------------- | ---------- |
| 1     | Marc Terenzi               | US-amerikanischer Popsänger, ehemaliges Mitglied der Boygroup Natural                  | 29. Januar |
| 2     | Hanka Rackwitz             | Reality-TV-Teilnehmerin (Big Brother), Doku-Soap-Darstellerin (mieten, kaufen, wohnen) | 29. Januar |
| 3     | Florian Wess               | It-Boy, Model, Reality-TV-Teilnehmer                                                   | 29. Januar |
| 4     | Thomas Häßler              | Profifußballtrainer und ehemaliger Fußballspieler                                      | 28. Januar |
| 5     | Kader Loth                 | Reality-TV-Teilnehmerin (u. a. Big Brother, Die Alm), Moderatorin                      | 27. Januar |
| 6     | Jens Büchner †             | Reality-TV-Teilnehmer (Goodbye Deutschland! Die Auswanderer)                           | 26. Januar |
| 7     | Alexander „Honey“ Keen     | Ex-Freund der Germany’s-Next-Topmodel-Gewinnerin Kim Hnizdo                            | 25. Januar |
| 8     | Gina-Lisa Lohfink          | Model, Kandidatin bei Germany’s Next Topmodel                                          | 24. Januar |
| 9     | Nicole Mieth               | Schauspielerin                                                                         | 23. Januar |
| 10    | Markus Majowski            | Schauspieler und Komiker                                                               | 22. Januar |
| 11    | Sarah Joelle Jahnel        | Kandidatin bei Deutschland sucht den Superstar, Erotik-Model                           | 21. Januar |
| 12    | Franziska „Fräulein Menke“ | Sängerin                                                                               | 20. Januar |

Aufteilung der Teilnehmer

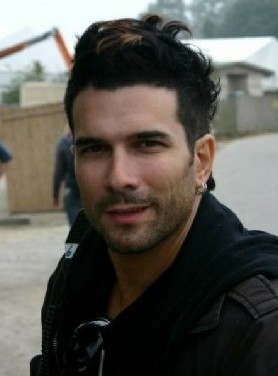
Marc Terenzi: Dschungelkönig der elften Staffel

Wie in der zehnten Staffel gab es zu Beginn zwei Camps, Base Camp und Snake Rock. Anders als in der vorherigen Staffel durften sich die Kandidaten selbst in Teams einteilen. Für das Team Base Camp wählte Alexander „Honey“ Keen und für das Team Snake Rock Hanka Rackwitz. Während der Teamphase wurden die Dschungelprüfungen als Duelle durchgeführt, in denen je ein oder zwei Kandidaten pro Camp um Sterne bzw. Essensrationen kämpften. Nur das Team des Gewinners bekam die erspielte Anzahl an Rationen, das Verliererteam muss mit Reis und Bohnen auskommen.
| Team Base Camp                                                                                         | Team Snake Rock                                                                              |
| --- | -------------------------------------------------------------------------------------------- |
| Sarah Joelle Jahnel Alexander „Honey“ Keen Gina-Lisa Lohfink Markus Majowski Nicole Mieth Marc Terenzi | Jens Büchner Thomas Häßler Kader Loth Franziska „Fräulein Menke“ Hanka Rackwitz Florian Wess |

Die Camps wurden am 16. Januar 2017 am Ort des Base Camps zusammengelegt.

## Abstimmungsergebnisse
| Abstimmungsergebnisse der elften Staffel | Abstimmungsergebnisse der elften Staffel | Abstimmungsergebnisse der elften Staffel | Abstimmungsergebnisse der elften Staffel | Abstimmungsergebnisse der elften Staffel | Abstimmungsergebnisse der elften Staffel | Abstimmungsergebnisse der elften Staffel | Abstimmungsergebnisse der elften Staffel | Abstimmungsergebnisse der elften Staffel | Abstimmungsergebnisse der elften Staffel | Abstimmungsergebnisse der elften Staffel | Abstimmungsergebnisse der elften Staffel |
| Platz                                    | 19.01.2017                               | 20.01.2017                               | 21.01.2017                               | 22.01.2017                               | 23.01.2017                               | 24.01.2017                               | 25.01.2017                               | 26.01.2017                               | 27.01.2017                               | 28.01.2017 Vorfinale                     | 28.01.2017 Finale                        |
| ---------------------------------------- | ---------------------------------------- | ---------------------------------------- | ---------------------------------------- | ---------------------------------------- | ---------------------------------------- | ---------------------------------------- | ---------------------------------------- | ---------------------------------------- | ---------------------------------------- | ---------------------------------------- | ---------------------------------------- |
| 01                                       | Rackwitz 24,03 %                         | Rackwitz 19,78 %                         | Terenzi 27,59 %                          | Terenzi 24,56 %                          | Terenzi 33,47 %                          | Terenzi 32,89 %                          | Terenzi 32,93 %                          | Terenzi 38,81 %                          | Terenzi 60,05 %                          | Terenzi 59,31 %                          | Terenzi 74,30 %                          |
| 02                                       | Terenzi 11,26 %                          | Terenzi 14,04 %                          | Rackwitz 17,70 %                         | Rackwitz 17,96 %                         | Rackwitz 18,86 %                         | Rackwitz 23,33 %                         | Rackwitz 20,33 %                         | Rackwitz 19,00 %                         | Wess 14,08 %                             | Rackwitz 21,14 %                         | Rackwitz 25,70 %                         |
| 03                                       | Büchner 8,91 %                           | Wess 13,73 %                             | Büchner 9,18 %                           | Wess 15,57 %                             | Wess 10,99 %                             | Wess 13,45 %                             | Wess 16,55 %                             | Wess 17,79 %                             | Rackwitz 13,63 %                         | Wess 19,55 %                             |                                          |
| 04                                       | Wess 8,81 %                              | Lohfink 9,52 %                           | Loth 9,16 %                              | Keen 9,61 %                              | Keen 9,71 %                              | Loth 9,22 %                              | Loth 11,68 %                             | Häßler 14,66 %                           | Häßler 12,24 %                           |                                          |                                          |
| 05                                       | Häßler 8,80 %                            | Häßler 8,24 %                            | Wess 7,72 %                              | Loth 7,53 %                              | Häßler 7,98 %                            | Büchner 7,85 %                           | Häßler 10,15 %                           | Loth 9,74 %                              |                                          |                                          |                                          |
| 06                                       | Loth 8,75 %                              | Büchner 8,17 %                           | Lohfink 7,11 %                           | Büchner 6,79 %                           | Loth 6,94 %                              | Häßler 7,17 %                            | Büchner 8,25 %                           |                                          |                                          |                                          |                                          |
| 07                                       | Lohfink 8,50 %                           | Majowski 6,36 %                          | Häßler 6,58 %                            | Lohfink 6,47 %                           | Büchner 6,24 %                           | Keen 6,09 %                              |                                          |                                          |                                          |                                          |                                          |
| 08                                       | Mieth 6,19 %                             | Mieth 6,03 %                             | Mieth 6,41 %                             | Häßler 6,00 %                            | Lohfink 5,81 %                           |                                          |                                          |                                          |                                          |                                          |                                          |
| 09                                       | Jahnel 4,32 %                            | Loth 5,92 %                              | Keen 4,84 %                              | Mieth 5,51 %                             |                                          |                                          |                                          |                                          |                                          |                                          |                                          |
| 10                                       | Keen 4,18 %                              | Keen 4,86 %                              | Majowski 3,71 %                          |                                          |                                          |                                          |                                          |                                          |                                          |                                          |                                          |
| 11                                       | Majowski 3,51 %                          | Jahnel 3,35 %                            |                                          |                                          |                                          |                                          |                                          |                                          |                                          |                                          |                                          |
| 12                                       | Menke 2,74 %                             |                                          |                                          |                                          |                                          |                                          |                                          |                                          |                                          |                                          |                                          |

| Abstimmungen „Wer muss zum nächsten Dschungelduell“ | Abstimmungen „Wer muss zum nächsten Dschungelduell“                                                   | Abstimmungen „Wer muss zum nächsten Dschungelduell“                                                |
| Datum                                               | Base Camp                                                                                             | Snake Rock                                                                                         |
| --------------------------------------------------- | --- | -------------------------------------------------------------------------------------------------- |
| 13. Januar 2017                                     | - Keen 32,00 % - Lohfink 28,08 % - Jahnel 15,92 % - Terenzi 10,47 % - Majowski 7,41 % - Mieth 6,12 %  | - Wess 36,04 % - Rackwitz 25,53 % - Büchner 20,27 % - Häßler 9,78 % - Menke 8,38 % - Loth gesperrt |
| 14. Januar 2017                                     | - Keen 25,42 % - Lohfink 22,63 % - Jahnel 19,57 % - Majowski 12,47 % - Terenzi 10,63 % - Mieth 9,28 % | - Loth 42,55 % - Rackwitz 26,81 % - Büchner 9,90 % - Wess 9,57 % - Häßler 6,10 % - Menke 5,07 %    |
| 15. Januar 2017                                     | - Jahnel 21,21 % - Lohfink 20,34 % - Keen 18,38 % - Majowski 17,31 % - Terenzi 12,92 % - Mieth 9,84 % | - Loth 44,51 % - Büchner 14,21 % - Rackwitz 13,38 % - Häßler 12,07 % - Wess 10,67 % - Menke 5,16 % |

| Abstimmungen „Wer muss zur nächsten Dschungelprüfung“ | Abstimmungen „Wer muss zur nächsten Dschungelprüfung“ | Abstimmungen „Wer muss zur nächsten Dschungelprüfung“ |
| 16. Januar 2017 | 17. Januar 2017 | 18. Januar 2017 |
| --- | --- | --- |
| - Loth 24,60 % - Rackwitz 19,21 % - Häßler 9,00 % - Mieth 7,52 % - Büchner 6,84 % - Lohfink 5,67 % - Keen 5,21 % - Wess 5,15 % - Majowski 4,47 % - Jahnel 4,45 % - Terenzi 4,39 % - Menke 3,44 % | - Rackwitz 27,08 % - Mieth 13,79 % - Lohfink 11,73 % - Häßler 10,14 % - Keen 10,08 % - Büchner 9,93 % - Wess 7,28 % - Terenzi 5,18 % - Menke 4,79 % - Jahnel gesperrt - Loth gesperrt - Majowski gesperrt | - Jahnel 18,18 % - Loth 13,65 % - Keen 10,69 % - Häßler 10,52 % - Wess 7,97 % - Rackwitz 7,63 % - Büchner 7,17 % - Lohfink 6,00 % - Terenzi 5,37 % - Majowski 5,24 % - Menke 3,95 % - Mieth 3,63 % |

## Dschungelprüfungen bzw. -duelle
In den Dschungelduellen mussten die Kandidaten möglichst viele Sterne für ihr jeweiliges Team erkämpfen. Die Kandidaten – mindestens einer aus jedem Team – traten gegeneinander an. Wer am Ende der Prüfung die meisten Sterne erspielt hatte, bekam für jeden gesammelten Stern eine Essensration für sein Team. Die gesammelten Sterne des Verlierers verfielen. Der Verlierer der Dschungelprüfung bzw. das Verliererteam bekam nur Reis und Bohnen zu essen. Am letzten Sendetag erspielten die Kandidaten Sterne für ihr Luxus-Abendessen. Die ersten drei Sterne gab es für die jeweiligen Gerichte, den vierten für ein Getränk für den Kandidaten; der fünfte Stern bedeutete ein „Goodie“ für den Kandidaten.
Im Rahmen der Dschungelduelle erspielten die Kandidaten 30 von insgesamt 60 möglichen Sternen, wovon 24 Sterne in Essensrationen umgewandelt wurden. Insgesamt konnten bei den Dschungelduellen 50,00 % der Sterne erspielt werden.
Bei den Dschungelprüfungen erspielten die Kandidaten von den möglichen 111 Essensrationen bzw. Sternen insgesamt 56 Rationen bzw. Sterne. Somit wurden bei den Dschungelprüfungen 50,45 % der Sterne erspielt.
In der ganzen Staffel wurden damit insgesamt 86 von 171 Sternen erspielt, also 50,29 % der Sterne. 80 Sterne wurden in Essensrationen umgewandelt.
| Dschungelduelle der elften Staffel    | Dschungelduelle der elften Staffel                                                                                                   | Dschungelduelle der elften Staffel                       | Dschungelduelle der elften Staffel | Dschungelduelle der elften Staffel | Dschungelduelle der elften Staffel |
| Datum                                 | Kandidat(en) aus dem Team Base Camp                                                                                                  | Kandidat(en) aus dem Team Snake Rock                     | Duell                              | Gewinner und erspielte Rationen (Sterne) | Verlierer und ungültige erspielte Sterne |
| ------------------------------------- | --- | -------------------------------------------------------- | ---------------------------------- | --- | --- |
| 13. Jan. 2017                         | Alle | Alle                                                     | „Die Dschungelarena“               | Team Snake Rock · (Büchner , Menke , Wess , Rackwitz , Loth , Häßler )                                                                                                | Team Base Camp · („Honey“ , Terenzi , Lohfink , Majowski , Jahnel , Mieth )                                                                                           |
| 13. Jan. 2017                         | Markus Majowski | Fräulein Menke                                           | „Oll you can eat“                  | Team Base Camp · | Team Snake Rock · (Prüfung nicht angetreten) |
| 14. Jan. 2017                         | Alexander „Honey“ Keen | Florian Wess                                             | „Das Schlimmbad“                   | Team Base Camp · | Team Snake Rock · |
| 15. Jan. 2017                         | Alexander „Honey“ Keen Gina-Lisa Lohfink                                                                                             | Kader Loth Hanka Rackwitz                                | „Getier für Vier“                  | Team Base Camp · | Team Snake Rock · () 1 |
| 16. Jan. 2017                         | Sarah Joelle Jahnel (als Assistenten: Marc Terenzi, Markus Majowski)                                                                 | Kader Loth (als Assistenten: Florian Wess, Jens Büchner) | „Der große Preis von Murwillumbah“ | Team Base Camp · | Team Snake Rock · |
| Dschungelprüfungen der elften Staffel | |                                                          |                                    | | |
| Datum                                 | Kandidat(en) | Prüfung                                                  | Prüfung                            | Erspielte Rationen (Sterne) | Erspielte Rationen (Sterne) |
| 17. Jan. 2017                         | Kader Loth | „Down Under“                                             | „Down Under“                       | Sternsymbol · Sternsymbol · Sternsymbol · Sternsymbol · Sternsymbol · Sternsymbol · Sternsymbol · Sternsymbol · Sternsymbol · Sternsymbol · Sternsymbol · Sternsymbol | Sternsymbol · Sternsymbol · Sternsymbol · Sternsymbol · Sternsymbol · Sternsymbol · Sternsymbol · Sternsymbol · Sternsymbol · Sternsymbol · Sternsymbol · Sternsymbol |
| 18. Jan. 2017                         | Hanka Rackwitz Nicole Mieth | „Die Zwickmühle“                                         | „Die Zwickmühle“                   | Sternsymbol · Sternsymbol · Sternsymbol · Sternsymbol · Sternsymbol · Sternsymbol · Sternsymbol · Sternsymbol · Sternsymbol · Sternsymbol · Sternsymbol · Sternsymbol | Sternsymbol · Sternsymbol · Sternsymbol · Sternsymbol · Sternsymbol · Sternsymbol · Sternsymbol · Sternsymbol · Sternsymbol · Sternsymbol · Sternsymbol · Sternsymbol |
| 19. Jan. 2017                         | Sarah Joelle Jahnel | „Dschungel-Schlachthof“                                  | „Dschungel-Schlachthof“            | Sternsymbol · Sternsymbol · Sternsymbol · Sternsymbol · Sternsymbol · Sternsymbol · Sternsymbol · Sternsymbol · Sternsymbol · Sternsymbol · Sternsymbol · Sternsymbol | Sternsymbol · Sternsymbol · Sternsymbol · Sternsymbol · Sternsymbol · Sternsymbol · Sternsymbol · Sternsymbol · Sternsymbol · Sternsymbol · Sternsymbol · Sternsymbol |
| 20. Jan. 2017                         | Alexander „Honey“ Keen Marc Terenzi Markus Majowski Florian Wess Thomas Häßler                                                       | „Ruck Schluck“                                           | „Ruck Schluck“                     | Sternsymbol · Sternsymbol · Sternsymbol · Sternsymbol · Sternsymbol · Sternsymbol · Sternsymbol · Sternsymbol · Sternsymbol · Sternsymbol · Sternsymbol               | Sternsymbol · Sternsymbol · Sternsymbol · Sternsymbol · Sternsymbol · Sternsymbol · Sternsymbol · Sternsymbol · Sternsymbol · Sternsymbol · Sternsymbol               |
| 21. Jan. 2017                         | Marc Terenzi Jens Büchner | „Sternenfänger“                                          | „Sternenfänger“                    | Sternsymbol · Sternsymbol · Sternsymbol · Sternsymbol · Sternsymbol · Sternsymbol · Sternsymbol · Sternsymbol · Sternsymbol · Sternsymbol                             | Sternsymbol · Sternsymbol · Sternsymbol · Sternsymbol · Sternsymbol · Sternsymbol · Sternsymbol · Sternsymbol · Sternsymbol · Sternsymbol                             |
| 22. Jan. 2017                         | Kader Loth Hanka Rackwitz Alexander „Honey“ Keen Marc Terenzi Thomas Häßler Florian Wess Jens Büchner Nicole Mieth Gina-Lisa Lohfink | „Dschungel-Grausstellung“                                | „Dschungel-Grausstellung“          | · (Prüfung nicht angetreten) 2 | · (Prüfung nicht angetreten) 2 |
| 23. Jan. 2017                         | Marc Terenzi Alexander „Honey“ Keen                                                                                                  | „Unter Strom“                                            | „Unter Strom“                      | Sternsymbol · Sternsymbol · Sternsymbol · Sternsymbol · Sternsymbol · Sternsymbol · Sternsymbol · Sternsymbol                                                         | Sternsymbol · Sternsymbol · Sternsymbol · Sternsymbol · Sternsymbol · Sternsymbol · Sternsymbol · Sternsymbol                                                         |
| 24. Jan. 2017                         | Hanka Rackwitz Marc Terenzi | „Dschungel-Casino“                                       | „Dschungel-Casino“                 | · (Rackwitz , Terenzi ) | · (Rackwitz , Terenzi ) |
| 25. Jan. 2017                         | Kader Loth Hanka Rackwitz Marc Terenzi Thomas Häßler Florian Wess Jens Büchner                                                       | „Dschungel-Grausstellung“                                | „Dschungel-Grausstellung“          | Sternsymbol · Sternsymbol · Sternsymbol · Sternsymbol · Sternsymbol · Sternsymbol                                                                                     | Sternsymbol · Sternsymbol · Sternsymbol · Sternsymbol · Sternsymbol · Sternsymbol                                                                                     |
| 26. Jan. 2017                         | Thomas Häßler Florian Wess | „Zwei Paddel für ein Krabbelujah“                        | „Zwei Paddel für ein Krabbelujah“  | Sternsymbol · Sternsymbol · Sternsymbol · Sternsymbol · Sternsymbol                                                                                                   | Sternsymbol · Sternsymbol · Sternsymbol · Sternsymbol · Sternsymbol                                                                                                   |
| 27. Jan. 2017                         | Marc Terenzi | „Kanalverkehr“                                           | „Kanalverkehr“                     | Sternsymbol · Sternsymbol · Sternsymbol · Sternsymbol | Sternsymbol · Sternsymbol · Sternsymbol · Sternsymbol |
| 28. Jan. 2017                         | Hanka Rackwitz | Vorspeise: „Uff!“                                        | Vorspeise: „Uff!“                  | Sternsymbol · Sternsymbol · Sternsymbol · Sternsymbol · Sternsymbol                                                                                                   | Sternsymbol · Sternsymbol · Sternsymbol · Sternsymbol · Sternsymbol                                                                                                   |
| 28. Jan. 2017                         | Marc Terenzi | Hauptgericht: „Ächz!“                                    | Hauptgericht: „Ächz!“              | 3 | 3 |
| 28. Jan. 2017                         | Florian Wess | Nachspeise: „Doing!“                                     | Nachspeise: „Doing!“               | Sternsymbol · Sternsymbol · Sternsymbol · Sternsymbol · Sternsymbol                                                                                                   | Sternsymbol · Sternsymbol · Sternsymbol · Sternsymbol · Sternsymbol                                                                                                   |

## Schatzsuche
Die Kandidaten gingen jeweils zu zweit auf Schatzsuche und lösten eine Aufgabe. Bei Erfolg brachten sie eine Schatztruhe ins Camp. Dort wurde die Truhe geöffnet und offenbarte eine Quizfrage mit zwei Antwortmöglichkeiten. Beantworteten die Kandidaten die Aufgabe richtig, gab es einen Gewinn wie beispielsweise Süßigkeiten oder Gewürze; antworteten sie falsch, erhielten es einen nutzlosen Trostpreis wie beispielsweise einen Gartenzwerg. Seltener gab es nach dem Lösen der Aufgabe einen Sofortgewinn. Während der Campteilung wurden die Schatzsuchen ebenfalls als Herausforderung zwischen den Teams durchgeführt.
| Schatzsuche der elften Staffel | Schatzsuche der elften Staffel             | Schatzsuche der elften Staffel             | Schatzsuche der elften Staffel | Schatzsuche der elften Staffel                                                                                                  | Schatzsuche der elften Staffel |
| Datum                          | Kandidat(en) aus dem Team Base Camp        | Kandidat(en) aus dem Team Snake Rock       | Aufgabe                        | Frage und Antwortmöglichkeiten                                                                                                  | Gewinn/Trostpreis              |
| ------------------------------ | ------------------------------------------ | ------------------------------------------ | ------------------------------ | --- | ------------------------------ |
| 14. Jan. 2017                  | Marc Terenzi Sarah Joelle Jahnel           | Kader Loth Jens Büchner                    | „Am Stock stehen“              | Wie viele Männer sind schätzungsweise weltweit beschnitten? A: 30 % B: 40 %                                                     | ein Laubbaumblatt              |
| Datum                          | Kandidat(en)                               | Kandidat(en)                               | Aufgabe                        | Frage und Antwortmöglichkeiten                                                                                                  | Gewinn/Trostpreis              |
| 17. Jan. 2017                  | Alexander „Honey“ Keen Sarah Joelle Jahnel | Alexander „Honey“ Keen Sarah Joelle Jahnel | „Heißer Schweiß“               | nicht bis zur Frage geschafft                                                                                                   | nichts                         |
| 20. Jan. 2017                  | Alexander „Honey“ Keen Gina-Lisa Lohfink   | Alexander „Honey“ Keen Gina-Lisa Lohfink   | Kreis oben halten              | keine Schatztruhe bzw. Frage | ein Straußenei                 |
| 21. Jan. 2017                  | Kader Loth Markus Majowski                 | Kader Loth Markus Majowski                 | „Bälle der Qual“               | Wie lange dauern deutsche Ehen im Falle einer Scheidung durchschnittlich? A: 7,8 Jahre B: 14,9 Jahre                            | nichts                         |
| 25. Jan. 2017                  | Jens Büchner Florian Wess                  | Jens Büchner Florian Wess                  | „Nesthäkchen“                  | Wie beeinträchtigt laut einer Studie die Gegenwart von schönen Frauen die Denkfähigkeit von Männern? A: Sie steigt B: Sie sinkt | Pick-up-Riegel                 |

| Legende     | Legende                                                                          |
| ----------- | -------------------------------------------------------------------------------- |
|             | Die Teilnehmer haben die Aufgabe gelöst oder die Frage richtig beantwortet.      |
|             | Die Teilnehmer haben die Aufgabe nicht gelöst oder die Frage falsch beantwortet. |
| Fettschrift | von den Teilnehmern ausgewählte Antwort                                          |

## Einschaltquoten
Die höchste Zuschauerzahl in dieser Staffel (7,72 Mio.) wurde am 28. Januar 2017 gemessen; die niedrigste (5,75 Mio.) am 17. Januar 2017. Zum Vergleich: Die höchste Zuschauerzahl der zehnten Staffel war 8,60 Mio. Zuschauer; die niedrigste 6,12 Mio. Zuschauer.
Im Durchschnitt erreichten die 16 Folgen der elften Staffel 6,52 Millionen Zuschauer, was 27,7 Prozent entspricht. In der Zielgruppe der 14- bis 49-Jährigen wurden im Schnitt 3,58 Millionen sowie 41 Prozent ermittelt.
| Quoten der elften Staffel                                                      | Quoten der elften Staffel | Quoten der elften Staffel | Quoten der elften Staffel | Quoten der elften Staffel | Quoten der elften Staffel | Quoten der elften Staffel        | Quoten der elften Staffel      | Quoten der elften Staffel |
| Folge                                                                          | Dauer                     | Dauer                     | Erstausstrahlung          | Zuschauerzahl ab 3 Jahren | Marktanteil ab 3 Jahren   | Zuschauerzahl 14- bis 49-Jährige | Marktanteil 14- bis 49-Jährige | Quelle                    |
| Folge                                                                          | (mit Werbung)             | (ohne Werbung)            | Erstausstrahlung          | Zuschauerzahl ab 3 Jahren | Marktanteil ab 3 Jahren   | Zuschauerzahl 14- bis 49-Jährige | Marktanteil 14- bis 49-Jährige | Quelle                    |
| ------------------------------------------------------------------------------ | ------------------------- | ------------------------- | ------------------------- | ------------------------- | ------------------------- | -------------------------------- | ------------------------------ | ------------------------- |
| Folgen mit Abstimmung „Wer muss zur Dschungelprüfung bzw. zum Dschungelduell?“ |                           |                           |                           |                           |                           |                                  |                                |                           |
| Folge 1                                                                        | 175 Min.                  | 142 Min.                  | Fr, 13. Januar 2017       | 7,36 Mio.                 | 26,8 %                    | 4,20 Mio.                        | 41,8 %                         | [ 6 ]                     |
| Folge 2                                                                        | 105 Min.                  | 080 Min.                  | Sa, 14. Januar 2017       | 7,26 Mio.                 | 28,6 %                    | 4,30 Mio.                        | 44,0 %                         | [ 7 ]                     |
| Folge 3                                                                        | 082 Min.                  | 067 Min.                  | So, 15. Januar 2017       | 6,29 Mio.                 | 25,1 %                    | 3,59 Mio.                        | 38,0 %                         | [ 8 ]                     |
| Folge 4                                                                        | 112 Min.                  | 089 Min.                  | Mo, 16. Januar 2017       | 6,34 Mio.                 | 30,3 %                    | 3,48 Mio.                        | 43,3 %                         | [ 9 ]                     |
| Folge 5                                                                        | 112 Min.                  | 088 Min.                  | Di, 17. Januar 2017       | 5,75 Mio.                 | 28,6 %                    | 3,08 Mio.                        | 41,6 %                         | [ 10 ]                    |
| Folge 6                                                                        | 066 Min.                  | 050 Min.                  | Mi, 18. Januar 2017       | 6,60 Mio.                 | 28,5 %                    | 3,59 Mio.                        | 44,0 %                         | [ 11 ]                    |
| Folgen mit Abstimmung „Wer soll im Camp bleiben?“                              |                           |                           |                           |                           |                           |                                  |                                |                           |
| Folge 7                                                                        | 076 Min.                  | 059 Min.                  | Do, 19. Januar 2017       | 6,14 Mio.                 | 27,4 %                    | 3,44 Mio.                        | 42,9 %                         | [ 12 ]                    |
| Folge 8                                                                        | 112 Min.                  | 090 Min.                  | Fr, 20. Januar 2017       | 6,48 Mio.                 | 26,9 %                    | 3,49 Mio.                        | 38,4 %                         | [ 13 ]                    |
| Folge 9                                                                        | 110 Min.                  | 088 Min.                  | Sa, 21. Januar 2017       | 6,62 Mio.                 | 26,4 %                    | 3,55 Mio.                        | 38,6 %                         | [ 14 ]                    |
| Folge 10                                                                       | 083 Min.                  | 065 Min.                  | So, 22. Januar 2017       | 6,09 Mio.                 | 24,6 %                    | 3,22 Mio.                        | 34,0 %                         | [ 15 ]                    |
| Folge 11                                                                       | 080 Min.                  | 065 Min.                  | Mo, 23. Januar 2017       | 6,57 Mio.                 | 29,0 %                    | 3,43 Mio.                        | 40,9 %                         | [ 16 ]                    |
| Folge 12                                                                       | 114 Min.                  | 091 Min.                  | Di, 24. Januar 2017       | 6,12 Mio.                 | 29,5 %                    | 3,23 Mio.                        | 43,0 %                         | [ 12 ]                    |
| Folge 13                                                                       | 067 Min.                  | 052 Min.                  | Mi, 25. Januar 2017       | 6,49 Mio.                 | 27,4 %                    | 3,55 Mio.                        | 41,9 %                         | [ 12 ]                    |
| Folge 14                                                                       | 087 Min.                  | 070 Min.                  | Do, 26. Januar 2017       | 5,92 Mio.                 | 26,6 %                    | 3,24 Mio.                        | 39,8 %                         | [ 12 ]                    |
| Folge 15                                                                       | 070 Min.                  | 057 Min.                  | Fr, 27. Januar 2017       | 6,60 Mio.                 | 24,7 %                    | 3,54 Mio.                        | 36,5 %                         | [ 17 ]                    |
| Finale                                                                         |                           |                           |                           |                           |                           |                                  |                                |                           |
| Folge 16                                                                       | 141 Min.                  | 113 Min.                  | Sa, 28. Januar 2017       | 7,72 Mio.                 | 33,0 %                    | 4,32 Mio.                        | 47,6 %                         | [ 18 ]                    |
| Das große Wiedersehen                                                          |                           |                           |                           |                           |                           |                                  |                                |                           |
| –                                                                              | 146 Min.                  | 124 Min.                  | So, 29. Januar 2017       | 3,24 Mio.                 | 17,7 %                    | 1,63 Mio.                        | 23,3 %                         | [ 19 ]                    |
| Das Nachspiel                                                                  |                           |                           |                           |                           |                           |                                  |                                |                           |
| –                                                                              |                           |                           | Sa, 11. Februar 2017      | 3,41 Mio.                 | 15,0 %                    | 1,82 Mio.                        | 22,6 %                         | [ 20 ]                    |

## Zusätzliche Sendungen im TV
- 29. Januar 2017: Ich bin ein Star – Holt mich hier raus! – Das große Wiedersehen mit Sonja Zietlow und Daniel Hartwich (RTL)
- 11. Februar 2017: Ich bin ein Star – Holt mich hier raus! Das Nachspiel mit Sonja Zietlow und Daniel Hartwich (RTL)

## Trivia
- Markus Majowski wurde nach Abschluss der Schatzsuche seiner Meinung nach nicht schnell genug entfesselt und drohte mit einer Strafanzeige. Er sprach in Interviews von Körperverletzung und erwartete eine öffentliche Entschuldigung,[21] später wollte er den Ausraster nur gespielt haben.[22]
- Aufgrund zahlreicher Regelverstöße mussten die Camper vom 23. bis 25. Januar auf alle Zigaretten und insgesamt 15 von 16 Luxusartikel verzichten.
- In der elften Staffel verließ erstmals seit Beginn der Sendung niemand das Camp, ohne von den Zuschauern rausgewählt worden zu sein. Außerdem ist es bislang neben Staffel 16 die einzige Staffel, in der die gesamte Abstimmung planmäßig lief (in der 13. Staffel stieg zwar niemand freiwillig oder gesundheitsbedingt aus, allerdings gab es in einer Folge ein Serverproblem, so dass der dort letztplatzierte Kandidat erst am Folgetag bekannt war).